# Rosa 'Hans Gonewein Rose'
Rosa 'Hans Gonewein Rose' — сорт роз, относится к классу Флорибунда. 
Сорт интродуцирован в Германии компанией Rosen-Tantau в 2009 году. Назван в честь Ханса Хеневайна (нем. Hans Gönnewein), основателя питомника Gönnewein Roses в Штейнфурте и друга дома Тантау, умершего осенью 2008 года. 

## Биологическое описание
Куст высотой 80—120 см.

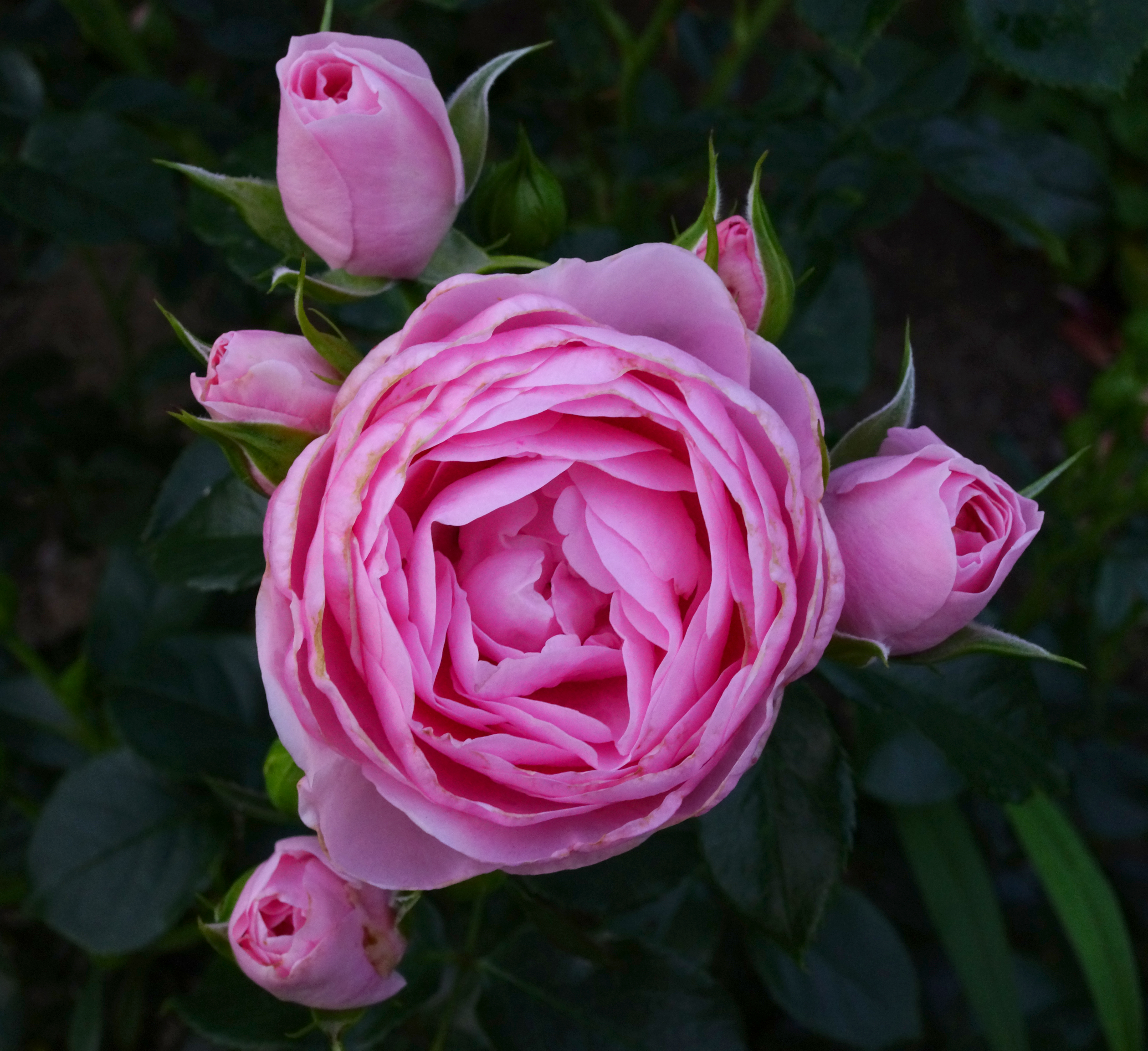

Цветки 5—8 см в диаметре, светло-розовые, махровые, вначале шаровидные, позже чашевидные в небольших соцветиях. 
Аромат слабый.
Лепестков 17—25.
Цветение обильное, непрерывное.

## В культуре
Плотность посадки: 3—4 растения/м², расстояние между кустами 50—60 см.